# Spritzer

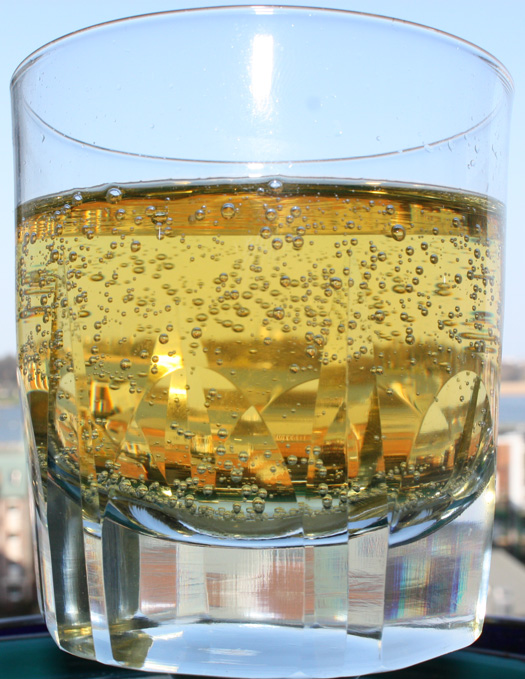
Een glas apfelschorle

Spritzer en Schorle zijn verzamelnamen voor een aantal verwante dranken die bestaan uit een combinatie van witte wijn of vruchtensap aangelegd met sodawater (bubbelwater). Spritzers worden vaak zomers gedronken als dorstlesser en hebben het voordeel dat ze minder sterk alcoholisch en/of minder zoet zijn dan pure wijn of puur sap. Het is voornamelijk populair in een aantal Centraal-Europese landen zoals Duitsland, Hongarije, Italië en Oostenrijk.

## Namen en varianten
In verschillende landen bestaan verschillende namen voor en varianten op spritzer.
- Apfelschorle of Apfelsaftschorle is in Duitsland de naam voor een mix van appelsap en sodawater. Meestal bevat het rond de 55% of 60% sap. Het is kant-en-klaar te koop, maar kan ook ter plekke worden gemixt.
- Fröccs is in de Hongarije gebruikelijke naam, meestal duidend op een mix van witte wijn en sodawater. Er bestaan veel namen om de exacte verhouding tussen de dranken te benoemen.
- G'spritzt of G'spritzter is de in Oostenrijk gangbare naam. Standaard wordt hiermee de combinatie van witte wijn en sodawater aangeduid. Variaties met vruchtensap worden Apfelsaft g'spritzt of Orangensaft g'spritzt genoemd.
- Schorle of Fruchtschorle is in Duitsland de naam voor elk mengsel van vruchtensap en sodawater.
- Spritz of Pirlo is een variant die in Italië wordt gedronken en zich onderscheidt door het gebruik van een scheutje likeur als Aperol of Campari.
- Süßgespritzten is de Duitse naam voor een mix van wijn met limonade, zoals lemon-lime.
- Weinschorle is in Duitsland de naam voor een mengsel van witte wijn en sodawater.
- Op de Balkan spreekt men van şpriţ (Roemenië), spritzer (Slovenië), špricer (Servië) of gemišt (Kroatië).